# Изола д'Асти
Изола д'Асти (итал. Isola d'Asti) је насеље у Италији у округу Асти, региону Пијемонт.
Према процени из 2011. у насељу је живело 2041 становника. Насеље се налази на надморској висини од 126 м.

## Становништво
| 1936. | 1951. | 1961. | 1971. | 1981. | 1991. | 2001. | 2011. |
| ----- | ----- | ----- | ----- | ----- | ----- | ----- | ----- |
| 2.597 | 2.368 | 2.284 | 2.113 | 2.087 | 2.061 | 2.041 | 2.121 |